# Білоконь Олександра Григорівна
Олександра Григорівна Білоконь (нар. 13 червня 1924 — ?) — українська радянська діячка, вчителька, завуч і директор середніх шкіл міста Кривого Рогу Дніпропетровської області. Депутат Верховної Ради УРСР 7—8-го скликань.

## Біографія
Освіта вища.
З 1950-х років — вчителька, завідувач навчальної частини середньої школи № 12 міста Кривого Рогу Дніпропетровської області.
На 1971 рік — директор середньої школи № 25 міста Кривого Рогу Дніпропетровської області.
Потім — на пенсії у місті Кривому Розі Дніпропетровської області.

## Нагороди
- ордени
- медалі